# Benshausen
Benshausen település Németországban, azon belül Türingiában. Lakosainak száma 2333 fő (2017. december 31.).

## Népesség
A település népességének változása:

| 2010 | 2 505 |
| 2017 | 2 333 |